# Nere Albert Elfving
Nere Albert Elfving, född den 8 februari 1832 i Växjö landsförsamling, död den 4 mars 1891 i Stockholm, var en svensk officer och ämbetsman, brorsons son till väckelseprästen Anders Elfving.
Elfving var maj-juli 1850 kadett vid krigsakademien på Karlberg, blev 1851 student vid Uppsala universitet och sedermera civilingenjörselev samt biträdde som sådan vid hamnbyggnaderna i Vadstena och Kalmar. År 1855 begav han sig till Nordamerika, där han sysselsatte sig med kartritning, tills han 1861 blev löjtnant vid 48:e infanteriregementet (New York volunteers). År 1863 befordrades han till kapten, 1864 till major och överstelöjtnant samt 1865 till överste i armén. I nordamerikanska inbördeskriget (1861-65) deltog han i sjutton bataljer och stormningar
(oberäknat skärmytslingar och smärre strider), fick två gånger hästen skjuten under sig och blev en gång sårad i benet. 
Vid stormningen av Fort Fisher 1865 kommenderade han en brigad, vilken han sedermera förde till Wilmington, där han sistnämnda år förlorade ena benet. Samma år tog han avsked ur  den amerikanska krigstjänsten, och 1866 återvände han till Sverige. 1866-72 var han lärare i engelska språket vid krigsakademien på Karlberg, 1868 blev han Förenta staternas vice konsul samt 1871 deras konsul i Stockholm och 1869 generalkonsul för Liberia. 1872-79 idkade han grosshandel med amerikanska maskiner, särskilt med skördemaskiner, vilkas bruk han införde i Sverige. Elfving författade bland annat en uppsats med titeln Om förslagen till en kanal mellan Atlanten och Stilla hafvet (i "Geografiska sektionens tidskrift", 1880).